# Teleférico de Morelia

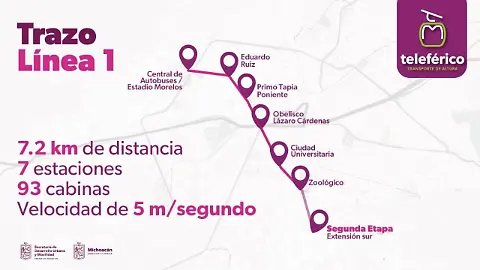

El Teleférico de Morelia será un sistema de transporte que ofrecerá servicio en la ciudad de Morelia, en el Estado de Michoacán, en México.
El Teleférico de Morelia es un proyecto de transporte público en desarrollo en la ciudad de Morelia, Michoacán, México. Este sistema de transporte aéreo tiene como objetivo mejorar la movilidad urbana y fomentar el turismo en la región.

## Características del proyecto
La primera fase del teleférico comprenderá un recorrido de 5.6 kilómetros e incluirá seis estaciones estratégicamente ubicadas:
- Estadio Morelos
- Colonia Eduardo Ruiz
- Colonia Primo Tapia Oriente
- Obelisco Lázaro Cárdenas
- Ciudad Universitaria
- Zoológico de Morelia

En una segunda etapa, se contempla la extensión hasta la zona de Santa María, lo que ampliará el recorrido total a 7.2 kilómetros y añadirá una estación adicional.
El sistema contará con 93 cabinas con capacidad para 10 personas cada una, desplazándose a una velocidad de 5 metros por segundo. Se estima que el teleférico beneficiará diariamente a más de 22,000 personas al ofrecer una alternativa eficiente y sostenible de transporte.

## Avances de la construcción
Hasta noviembre de 2024, se habían completado los estudios de mecánica de suelo en cuatro de las seis estaciones planificadas, lo que representa un avance significativo hacia la concreción del proyecto. Estos estudios son esenciales para garantizar que la estructura del teleférico se adapte de manera segura y eficiente al terreno.
En marzo de 2025, la obra del teleférico reportaba un avance cercano al 6%, con la realización de estudios preliminares previos a su construcción.

## Inversión y beneficios
Con una inversión de 1,917 millones de pesos, el teleférico de Morelia busca mejorar la conectividad y reducir los tiempos de traslado en la ciudad. Este proyecto representa un paso hacia una movilidad segura, accesible y sustentable para los habitantes y visitantes de Morelia.